# Ŝ
Ŝ は、ラテン文字 S にサーカムフレックス (^) を付けた文字で、エスペラント・アルファベットの 23 番目の字母。小文字は ŝ。音価は無声後部歯茎摩擦音 [ʃ]。エスペラントによる文字名称は ŝo （[ʃo]、ショー）。字上付を使わない代用表記では sh と綴る。
JIS X 0213 による日本語名称は「サーカムフレックスアクセント付きS」。
また、ISO 9における翻字体系において、キリル文字の Щ に対応するラテン文字として用いられる。その他に、中国語のピン音において、綴りを短くするために sh を ŝ と省略できることになっているが、現実の使用例はほとんどない。

## 文字コード

### コンピューター用文字コード
| 大文字 | Unicode | JIS X 0213 | 文字参照       | 小文字 | Unicode | JIS X 0213 | 文字参照       | 備考 |
| ------ | ------- | ---------- | -------------- | ------ | ------- | ---------- | -------------- | ---- |
| Ŝ      | U+015C  | 1-10-61    | &#x15C; &#348; | ŝ      | U+015D  | 1-10-67    | &#x15D; &#349; |      |

### その他の文字コード
| 点字 | モールス符号 |
| ---- | ------------ |
|      | ・・・－・   |